# سينان ساميل سام
سينان ساميل سام (بالألمانية: Sinan Şamil Sam) مواليد 23 يونيو 1974 في فرانكفورت، ألمانيا الغربية - الوفاة 30 أكتوبر 2015 في إسطنبول، كان ملاكم تركي سابق بدأ مسيرته الاحترافية سنة 2000 حيث انتصر في نزاله الأول.

## المسيرة الاحترافية
من نزالاته:
- انتصر على باولو فيدوز (04-07-2008).
- خسر أمام أوليفر ماكول (16-06-2007).
- خسر أمام أوليغ ماسكايف (12-11-2005).
- انتصر على لورنس كلاي بي (12-02-2005).
- خسر أمام لوان كراسنيكي (14-02-2004).
- خسر أمام خوان كارلوس غوميز (27-09-2003).

## إحصائيات
خاض خلال مسيرته 35 نزالا، فاز في 31 ولم يتعادل وخسر في 4. فاز بالضربة القاضية في 16 نزالا.

## روابط خارجية
- سينان ساميل سام على موقع بوكس ريك (الإنجليزية) (registration required)